# 쇠비름
쇠비름은 쇠비름과에 속하는 한해살이풀이다. 밭이나 길가에서 흔히 자란다. 생명력이 강해서 뿌리째 뽑혀도 오랫동안 살 수 있다. 그만큼 번식이 왕성해서 농사에 큰 피해를 주어 해로운 잡초로 간주되기도 한다.

## 명칭
잎이 말의 이를 닮았다 해서 마치채(馬齒菜) 또는 말비름, 먹으면 장수한다고 해서 장명채(長命菜), 음양오행설을 말하는 다섯 가지 기운 즉 초록빛 잎과 붉은 줄기, 노란 꽃, 흰 뿌리, 까만 씨의 다섯 가지 색을 다 갖췄다 해서 오행초(五行草)라고도 불린다.

## 생태
줄기의 높이는 15-30cm 가량이다. 줄기는 가지로 나뉘어 있는데, 아랫부분은 땅을 기고 윗부분은 비스듬히 선다. 잎은 긴 타원형으로 마주나며 잎자루가 없으며 다육질이다. 5-8월경이 되면 5개의 꽃덮이를 가진 꽃이 가지 끝에 2-5개씩 피는데, 꽃자루가 없으며, 아침에 피었다가 한낮이 되면 오므라든다. 7-12개의 수술이 있으며 열매는 개과로, 익으면 위의 반쪽이 모자처럼 떨어진다.

### 특징
뿌리는 흰 색, 줄기는 빨간 색, 잎은 초록 색, 꽃은 노란 색, 씨는 검정 색의 5가지 색을 띄므로, 오행초라고도 불린다.

## 쓰임새
잎을 나물이나 샐러드로 만들어 먹는다. 생약으로는 전초를 쓰며 마치현(馬齒莧)이라 한다. 마치현으로 스킨로션 등 피부영양제를 만들기도 한다고 한다. 옥살산 칼슘과 같은 다량의 무기염과 도파민 등을 함유하여 한국과 중국에서는 해독, 이뇨약으로 쓰며, 서양에서는 건위, 천식, 방광염에 쓴다.

## 관리 및 번식법
관리법 : 어느 곳에서나 잘 자란다.
번식법 : 잎이 있는 시기면 언제라도 줄기를 이용한 꺾꽂이가 가능하고, 9월에 받은 종자를 이듬해 봄 화단에 뿌린다.

## 사진

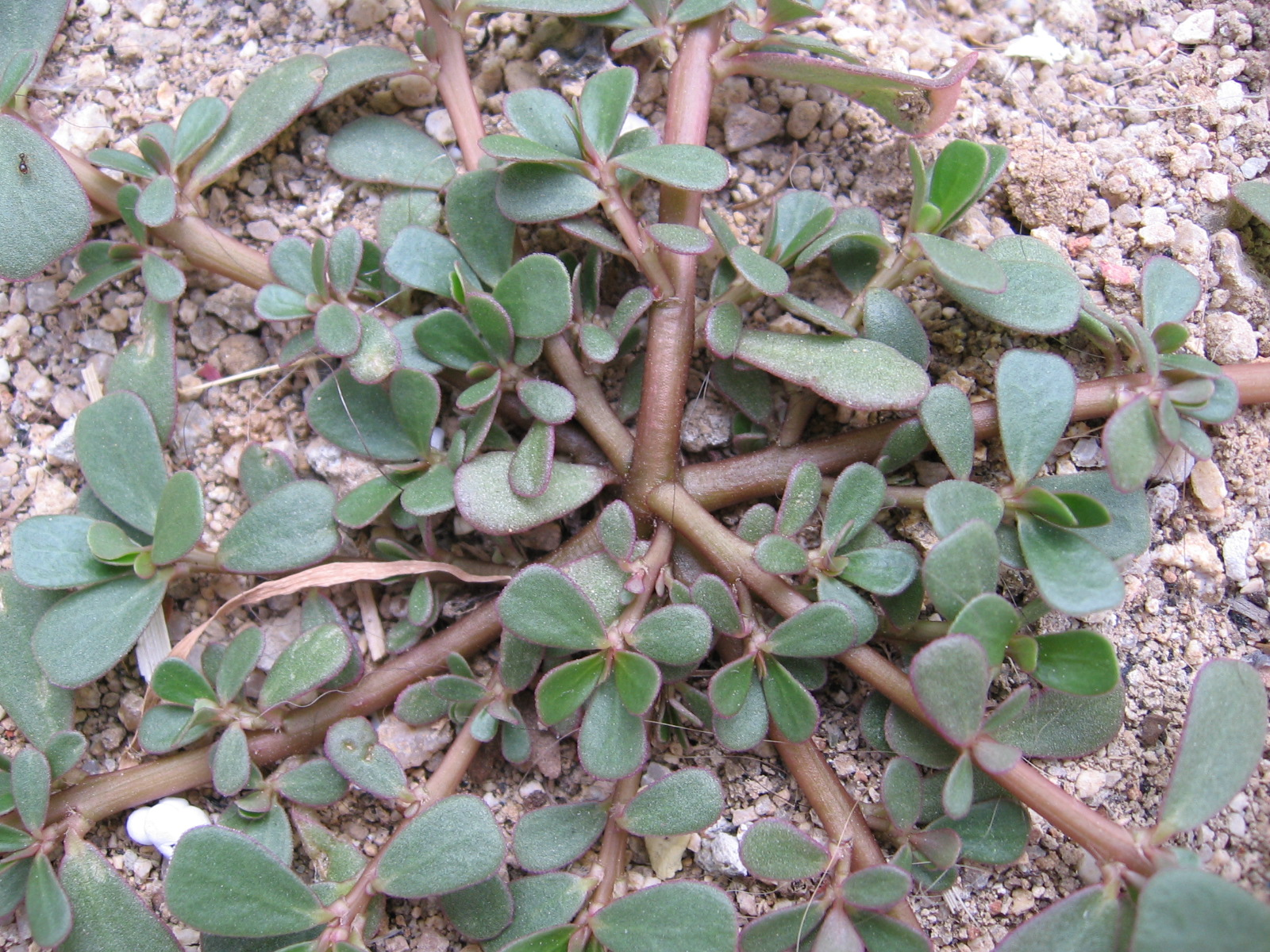
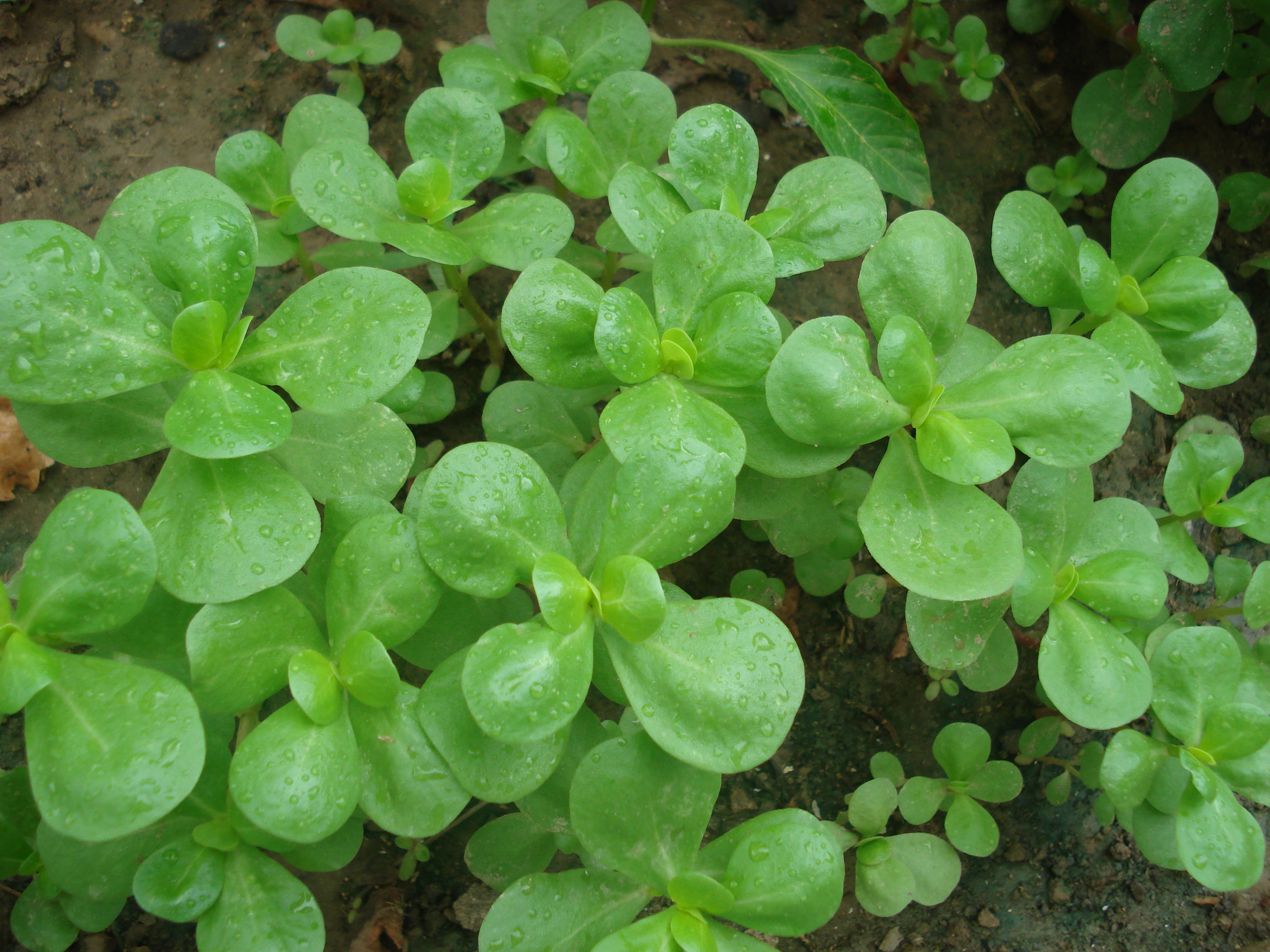
기르는 쇠비름의 잎
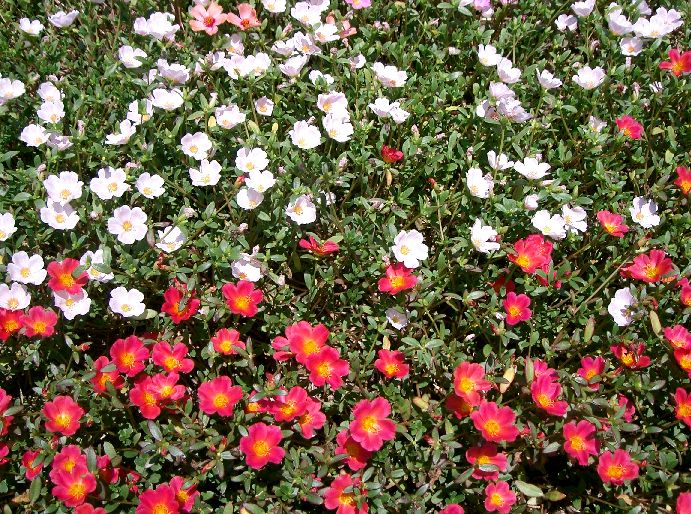
재배종의 흰색, 붉은색 꽃